# Саксонская хроника
«Саксонская хроника» (нем. Cronecken der Sassen, Sachsenchronik) — инкунабула, последний большой труд, напечатанный Петером Шёффером. Вышла в Майнце 6 марта 1492 года.

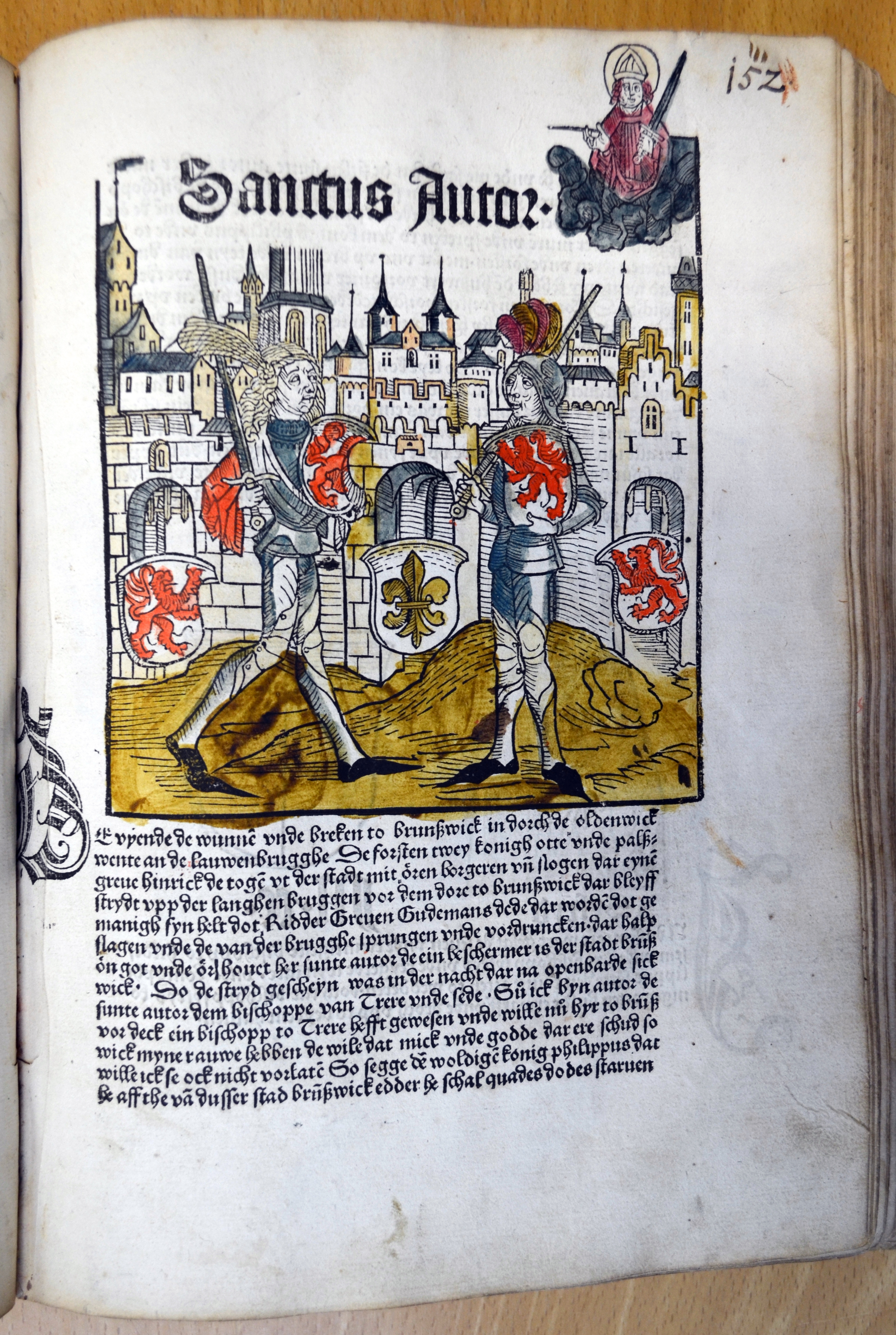
Саксонская хроника, гравюра из книги.

## История
«Саксонская хроника» — это историческая книга. Она продолжает традицию средневекового изложения всемирной истории, где история рассказывается от библейских времён до последних дней. К 1490-м годам прежние исторические книги на латыни и с малым количеством иллюстраций (вроде «Связки времён» Вернера Ролевинка) переиздаются всё реже. «Саксонская хроника» стала первой исторической книгой нового типа.

## Характеристики издания
Это фолио в 284 листов (в книге полистовая нумерация), украшенное 1255 гравюрами, из которых около 550 являются повторными. На первых 6 листах кратко излагается всемирная история, остальная же часть книги посвящена истории Нижней Саксонии. Книга написана на нижнесаксонском диалекте. Имя автора в ней не указано, хотя долгое время считалось, что им был уроженец Вернигероде Конрад Боте (нижненемецк. Konrad Bothe, лат. Conrad Boto) из Брауншвейга (1475 — ок. 1500). Однако сегодня эта версия не считается полностью доказанной, и настоящим её автором мог быть его кузен Герман Боте. История в «Саксонской хронике» доведена до 1489 года.
Одна из важнейших черт книги — обилие иллюстраций, которые преобладают над текстом, играя более важную роль и организуя его. Размер гравюр варьируется: есть иллюстрации в лист, в пол-листа, небольшие картинки вставляются прямо в текст («в оборку»). Ксилографические инициалы размещены на полях, рядом с текстовой полосой.
Большое внимание в ранних частях хроники уделяется германскому и славянскому язычеству, поскольку на территории Саксонии в Средние Века было значительным славянское население. Автор описывает как ряд известных по более ранним источникам божеств и культов, так и новых, из которых наиболее знамениты саксонский бог Кродо (позже иногда выступавший славянским) и славянский Флинц. Хотя эти сообщения оказали огромное влияние на последующую культуру и восприятие древнего язычества, установлено, что все новые сведения «Саксонской хроники» о германском и славянском язычестве не имеют опоры в надёжных ранних источниках (а скорее противоречат им) и были вымышлены или автором хроники или его современниками в конце Средневековья. Большое исследование этой темы с переводом значительных фрагментов хроники на русский язык было представлено в работе О. В. Кутарева.